# アラスカ州道2号線

アラスカ州道2号線（あらすかしゅうどうにごうせん、英語: Alaska Route 2、略号：AK-2）は、アメリカ合衆国アラスカ州中央部と東中央部にある州道である。タナナ川のマンリー・ホット・スプリングスから、フェアバンクスを経由して、カナダ・アメリカの国境のデルタ・ジャンクションまで。
アラスカ州道2号線はアラスカ・ハイウェイのアラスカ州内の全長であり、アラスカ・ハイウェイの残りはカナダのユーコン準州とブリティッシュ・コロンビア州にある。
1959年、フェアバンクスの北16kmにあるフォックスからマンリー・ホット・スプリングスまでのエリオット・ハイウェイが完成して、この道路もアラスカ州道2号線に組み込まれた。ただし、舗装は途中完全ではない。

## 参照項目
- アラスカ州道1号線